# Ане Вебер
Ане Вебер (на немски: Anne Weber) е немска писателка и преводачка, авторка на романи, разкази и есета.

## Биография
Ане Вебер е родена през 1964 г. в Офенбах на Майн. Учи в гимназията на Бюдинген и през 1983 г. полага матура.
След 1983 г. живее в Париж. Следва френска литература и компаративистика в Сорбоната.
От 1989 до 1996 г. работи в различни френски издателства. Наред с това превежда текстове от съвременни немски автори на френски.
Собствените си творби, публикувани след 1998 г., създава първо на френски и по-късно ги превежда на немски. Междувременно Ане Вебер пише свои произведения най-напред на немски, а след това ги превежда на френски.
Получава престижни литературни отличия като „Награда Хаймито фон Додерер“ (2004) и „Кранихщайнска литературна награда“ (2010). През 2020 г. романът ѝ „Анет, епос за една героиня“, посветен на живота на Ан Боманоар, печели „Немска награда за книга“. През 2021 г. за превода на Nevermore на Сесил Вайсброт е отличена с „Награда на Лайпцигския панаир на книгата“. През 2024 г. ѝ е присъдена наградата „Йозеф Брайтбах“.

### Произведения на немски език
- Ida erfindet das Schießpulver, 1999
- Im Anfang war..., 2000
- Erste Person, 2002
- Besuch bei Zerberus, 2004
- Gold im Mund, 2005
- Luft und Liebe, 2010
- August. Ein bürgerliches Puppentrauerspiel, 2011
- Tal der Herrlichkeiten, 2012
- Ahnen. Ein Zeitreisetagebuch, 2015[1]
- Kirio, 2017
- Wo in weiter Ferne etwas Unergründliches zu sehen ist. Rede an die Abiturienten des Jahrgangs 2017, 2017
- Annette, ein Heldinnenepos, 2020

Анет, епос за една героиня, изд.: Блек Фламинго Пъблишинг, София (2023), прев. Жанина Драгостинова
- Bannmeilen. Ein Roman in Streifzügen, 2024

### Произведения на френски език
- Ida invente la poudre, 1998
- Première personne, 2001
- Cerbère. Le Seuil, 2003
- Cendres & métaux, 2006
- Chers oiseaux, 2006
- Tous mes vœux, 2010
- Auguste – tragédie bourgeoise pour marionnettes, 2010
- Vallée des merveilles, 2012
- Vaterland, 2015
- Kirio, 2017
- Annette, une épopée, 2020

### Други
- Das Sexualsubjekt, in: Susann Rehlein (Hrsg.): Bitte streicheln Sie hier, 2000
- Mainzer Poetikvorlesung, 2003
- Unfreiwillige und inkompetente Überlegungen zu Drastik und Avantgarde, Essay, In: BELLA triste Nr. 19, 2007
- Trouver sa langue, trouver sa place. Le Monde, 2008.
- Aber diese Briefmarke, 2010
- Ça marche, les affaires?, 2011
- Gedanken zu Florens Christian Rang, 2011
- Schrankenlos waltende Wortlustfahrt. Zu Jürg Laederachs Episodenbuch Harmfuls Hölle, In: Volltext, Oktober 2011
- Bei Goethe zu lesen und bei Mozart zu hören: Der freie Wille in Liebesdingen, In: Neue Zürcher Zeitung, 1. März 2015
- с Томас Щангъл: Über gute und böse Literatur. Korrespondenz über das Schreiben, Berlin 2022

## Награди и отличия
- 2002: Stipendium des Deutschen Literaturfonds
- 2004: „Награда Хаймито фон Додерер“
- 2005: 3sat-Preis към „Награда Ингеборг Бахман“
- 2007: Casa-Baldi-Stipendium der Deutschen Akademie Rom
- 2008: Europäischer Übersetzerpreis Offenburg
- 2010: Nominierung Preis der Leipziger Buchmesse
- 2010: „Кранихщайнска литературна награда“
- 2016: Johann-Heinrich-Voß-Preis für Übersetzung[2]
- 2016: Eugen-Helmlé-Übersetzerpreis[3]
- 2020/2021: Stadtschreiberin von Bergen
- 2020: „Немска награда за книга“ за  Анет, епос за една героиня[4]
- 2021: Marbacher Schillerrede 2021
- 2022: „Награда на Лайпцигския панаир на книгата“
- 2022: Heidelberger Poetikdozentur
- 2024: „Анете фон Дросте-Хюлзхоф (награда)“
- 2024: „Литературна награда на Золотурн“
- 2024: „Йозеф Брайтбах (награда)“
- 2024: Samuel-Bogumil-Linde-Preis